# Danira Boukhriss
Danira Boukhriss Terkessidis (Vilvoorde, 12 augustus 1990) is een Vlaamse journaliste,   televisiemaker en televisiepresentatrice.
Boukhriss' moeder is van Griekse afkomst en haar vader van Marokkaanse afkomst. Boukhriss heeft taal- en letterkunde aan de VUB (Nederlands, Engels en Spaans) gestudeerd en werkt sinds 2012 voor de Vlaamse openbare televisieomroep VRT. Ze had als eerste functie een plek achter de schermen als programmamedewerkster voor het toeristische magazine Vlaanderen Vakantieland en is vervolgens midden 2013 overgestapt naar de VRT-nieuwsdienst, waar ze voornamelijk als televisieverslaggeefster voor het Het Journaal werkte. Zo kwam ze in 2015 ongewild in de kijker door tijdens het reportagewerk bij een Pegida-betoging racistische verwijten naar het hoofd geslingerd te krijgen.
Naast haar journalistieke werk, presenteerde Boukhriss vanaf het najaar 2013 tot en met het najaar 2014 op Canvas het reportageprogramma Login. Van het najaar 2015 tot half 2016 presenteerde ze op Eén het reportageprogramma Koppen XL. In 2016 stopte ze tijdelijk als verslaggeefster voor Het Journaal om mee te werken aan het voedingsprogramma Over eten, dat ze sinds dat jaar samen met Kobe Ilsen verzorgde.
Boukhriss heeft in 2015 deelgenomen aan het dertiende seizoen van de BV-televisiequiz De Slimste Mens ter Wereld, waarbij ze als finaliste op 17 december 2015 van Tom Waes verloor.
In het najaar van 2017 presenteerde ze samen met Peter Van de Veire het vernieuwde Steracteur Sterartiest. In mei 2018 gaf ze de Belgische punten op het Eurovisiesongfestival. Dat najaar volgde een derde seizoen van Over eten en was ze te gast in het programma Die Huis.
Van september 2019 tot november 2020 was ze de gastvrouw van Vandaag, een praatprogramma dat Van Gils & gasten opvolgde.
In mei 2021 mocht ze voor een tweede maal de Belgische punten aankondigen op het Eurovisiesongfestival.
In augustus 2021 presenteerde ze het programma #weetikveel op Radio 1, als vervangster van Kobe Ilsen.
In 2022 presenteerde ze samen met Koen Wauters en James Cooke de tv-benefietshow Oekraïne 12-12 en werd ze presentatrice van de MIA's. Boukhriss wordt daarnaast presentatrice van De Repair Shop op Eén.
In het najaar van 2022 nam ze deel aan De Allerslimste Mens ter Wereld, waarin ze twaalf opeenvolgende afleveringen deelnam en uiteindelijk winnaar werd van het seizoen.
In 2023 nam ze deel aan het VTM-programma The Masked Singer en viel ze af in aflevering 10. Ze trad op in het pak van Foxy Lady, een fictief figuur, en ze veroverde de vijfde plaats. Dat jaar nam ze samen met Davy Parmentier deel aan The Big Bang.
In tv-seizoen 2025-2026 presenteert ze samen met Kobe Ilse Over mijn lijf.

## Televisie
- The Big Bang (2023) - als zichzelf samen met Davy Parmentier
- De Slimste Mens ter Wereld (2023) - als zichzelf
- Kastaars! 2022 en 2023 (2023-2024) - als presentatrice samen met Koen Wauters en Gert Verhulst
- The Masked Singer (2023) - als Foxy Lady
- De Repair Shop (2022-2023) - als presentatrice
- De MIA’s (2022) - als presentatrice
- Oekraïne 12-12 (2022) - als presentatrice samen met Koen Wauters en James Cooke
- De Allerslimste Mens ter Wereld (2022) - als kandidate en winnaar
- Popquiz (2021) - als zichzelf
- Code van Coppens (2021) - als zichzelf samen met Nora Gharib
- Eurovisiesongfestival 2021 (2021) - als aankondiger jurypunten België
- De Positivo's (2020) - als zichzelf
- Gert Late Night (2020) - als gaste
- Beste Kijkers (2020) - als zichzelf
- Vandaag (2019-2020) - als presentatrice
- Is er een dokter in de zaal? (2019) - als zichzelf
- Dag Sinterklaas (2019) - als Laurien
- De drie wijzen (2018) - als zichzelf
- Eurovisiesongfestival 2018 (2018) - als aankondiger jurypunten België
- Olly Wannabe (2018) - als zichzelf
- Vrede op Aarde (2017-2019, 2022) - als gaste/jury
- Die Huis (2017) - als gaste
- Twee tot de zesde macht (2017, 2020) - als zichzelf
- Steracteur Sterartiest (2017) - als presentatrice samen met Peter Van de Veire
- Over Eten (2016-2022) - als presentatrice samen met Kobe Ilsen
- Jonas & Van Geel (2016) - als zichzelf
- De Ideale Wereld (2016) - als zichzelf
- Koppen XL (2015-2016) - als presentatrice
- De allesweter (2015-2017) - als panelist/jury
- De Slimste Mens ter Wereld (2015) - als kandidate

## Privé
Ze heeft een relatie met acteur Ward Kerremans. Met hem heeft ze een zoon.